# Grad Donja Stubica
Grad Donja Stubica är en stad i Kroatien.   Den ligger i länet Krapina-Zagorjes län, i den norra delen av landet, 21 km norr om huvudstaden Zagreb.